# Improvisations
Le Improvisations (FP63, FP113, FP170, FP176) sono 15 composizioni del musicista francese Francis Poulenc, scritte fra il 1932 e il 1958. Le prime 10 Improvisations furono composte fra il 1932 e il 1934 e pubblicate tutte insieme con il numero d'opus FP63. Altre due furono scritte invece nel 1941 (FP113), ulteriori due nel 1958 (FP170), mentre l'ultima è del 1959 (FP176).
Nella scrittura delle Improvisations, Poulenc si è ispirato alle musiche di Prokofiev ( per l'Improvisation n°3), a quelle di Fryderyk Chopin (nella n°4), a quelle di Schubert (Improvisation n°12) e alle canzoni di Édith Piaf (Improvisation n°15); sempre ben presente è l'ascendenza di Emmanuel Chabrier.

## Improvisations FP63
Le prime 6 Improvisations, datate 1932, vennero eseguite per la prima volta presso la Salle Gaveau di Parigi da Poulenc stesso al pianoforte, in una delle sue prime apparizioni pubbliche in qualità di solista. Questo fu un periodo molto intenso per Poulenc che aveva appena concluso ed eseguito in prima assoluta a Venezia il suo Concerto per due pianoforti e orchestra, assieme all'amico Jacques Février, dedicatario dell'Improvisation n°6.
- Improvisation n°1 in Si minore (Presto ritmico), FP63/1

Dedicata alla celebre pianista Madame Long de Marliave.
- Improvisation n°2 in Lab (Assez animé), FP63/2

Dedicata a Louis Duffey.
- Improvisation n°3 in Si minore (Presto très sec), FP63/3

Dedicata a Brigitte Manceaux, nipote del compositore.
- Improvisation n°4 in Lab (Presto con fuoco), FP 63/4

Dedicata allo scrittore Claude Popelin, coetaneo di Poulenc.
- Improvisation n°5 in La minore (Modéré mais sans lenteur), FP63/5

Dedicata all'amico di lunga data Georges Auric.
- Improvisation n°6 in Sib (A toute vitesse), FP63/6

Dedicata al pianista Jacques Février
- Improvisation n°7 in Do (Modéré sans lenteur), FP63/7

Dedicata alla contessa de Noailles.
- Improvisation n°8 in La minore (Presto), FP63/8

Dedicata a Nora Georges Auric
- Improvisation n°9 in Re (Presto possible), FP63/9

Dedicata all'attrice cinematografica Thérèse Dorny
- Improvisation n°10 in Fa (Eloge des gammes, Modéré sans trainer), FP63/10

Dedicata all'editore di Poulenc Jacques Lerolle, cugino di Ernest Chausson.

## Improvisations FP113
Queste due Improvisations recano dei caratteri molto particolari. La prima è composta da sole 20 battute; la seconda invece, al contrario, è un ben costruito valzer in Omaggio a Schubert.
- Improvisation n°11 in Sol minore (Assez animé), FP113/1

Dedicata a Claude Delvincourt, pianista e compositore francese, diventato nel 1940 direttore del Conservatorio di Parigi
- Improvisation n°12 in Mib (Hommage à Schubert, Mouvement de valse à 1 temps), FP113/2

Dedicata all'attrice cinematografica Edwige Feuillère

## Improvisations FP170
Il 1958 è un anno di grandi soddisfazioni per il compositore francese: si sta godendo il successo de I dialoghi delle Carmelitane e della sua Sonata per flauto e pianoforte quando scrive questi pezzi per pianoforte, dalle sonorità molto aperte e decise.
- Improvisation n°13 in La minore (Allegretto comodo), FP170/1

Dedicata a Madame Auguste Lambiotte
- Improvisation n°14 in Reb (Allegretto), FP170/2

Dedicata a Henri Hell, musicologo e biografo di Poulenc

## Improvisation FP176
- Improvisation n°15 in Do minore (Hommage à Édith Piaf, Très vite), FP176

Chiaramente dedicata alla amica del compositore, la famosissima cantante Édith Piaf. Le sonorità ricordano quelle del cabaret.